# Principekanarie
De principekanarie (Crithagra rufobrunnea; synoniem: Serinus rufobrunneus) is een zangvogel uit de familie Fringillidae (vinkachtigen).

## Verspreiding en leefgebied
Deze soort is endemisch in Sao Tomé en Principe en telt drie ondersoorten:
- C. r. rufobrunnea: Principe.
- C. r. fradei: Ilhéu Caroço nabij zuidelijk Príncipe.
- C. r. thomensis: Sao Tomé.

## Status
Hoewel de Principekanarie een klein verspreidingsgebied kent, is de soort volgens de International Union for Conservation of Nature and Natural Resources Niet Bedreigd, omdat de populatie stabiel lijkt.